# Russisch-Duits Legioen
Het Russisch-Duits Legioen (Russisch: Русско-германский легион; Roessko-germanski legion) was een door de Russische Tsaar Alexander de Eerste opgerichte troepenmacht om Duitse tegenstanders van Napoleon Bonaparte te rekruteren voor de strijd tegen Frankrijk.

## Samenstelling
Reeds in 1810 suggereerde de naar Rusland gevluchte Hertog van Oldenburg, Peter I van Oldenburg, aan de Tsaar om onder de in Rusland wonende Duitse emigranten en onder de Duitse overlopers van een eventueel napoleontisch invasieleger, een leger te rekruteren van Duitse soldaten in Russische dienst.
De echte oprichting gebeurde in 1812, onder de leiding van kolonel von Arentsschild. Het was aanvankelijk de bedoeling om alleen onder Duitse emigranten en onder Duitse overlopers van Napoleons leger te rekruteren, maar het aantal overlopers bleek te klein, zodat ook onder krijgsgevangenen gerekruteerd werd. Het (relatief) hoge aantal Poolse en Franse namen, zelfs onder de officieren, en het feit dat minstens twee Nederlanders gerekruteerd werden (Albert Kling uit Hardenberg en Hermanus Crijns uit Roermond), suggereren dat ook het woord "Duits" ruim geïnterpreteerd werd.
Het "Keizerlijk" Russisch-Duitse leger, had Pruisische officieren (onder wie Carl von Clausewitz) en Russische (groene) uniformen en wapens. De kosten werden voor het grootste deel door Groot-Brittannië betaald. In juli 1813 werd bij de overeenkomst van Peterswaldau beslist, dat de Britten alle kosten zouden betalen, en ook zouden beslissen over de verdere toekomst van het Legioen: de Britten hoopten het Legioen te integreren in de King's German Legion, maar vanwege  Napoleons ontsnapping van Elba liep het anders.
Het legioen bestond uit 8 bataljons Infanterie, 1 Compagnie Jagers, 2 Regimenten Huzaren en 2 afdelingen artillerie te paard. Dit maakte samen meer dan 9.000 man, doch in werkelijkheid konden in juni 1813 slechts 5.000 man voor het eerst ingezet worden. Op dat moment bevocht het Russisch leger Napoleon al in Duitsland.

## Onder Russische controle
In Duitsland gekomen, nam de Oostenrijkse Veldmaarschalk-luitenant Ludwig von Wallmoden-Gimborn het bevel over.
Het Legioen stak de Neder-Elbe over, en bestreed de Fransen in Mecklenburg en Holstein. Harburg bij Hamburg werd belegerd, het legioen rukte op in de richting van Nederland. Midden maart 1814 echter, werd de Rijn overgestoken en rukte het legioen op in westelijke richting, om de haven van Antwerpen te blokkeren.

## Onder Pruisisch bevel
Meteen na de terugkeer uit Frankrijk in 1814 nam de Pruisische legerleiding, met goedkeuring van de Britse, de effectieve controle over het Legioen over. Tijdens de 100 dagen van Napoleon stond Groot-Brittannië de volledige integratie van het Legioen in het Pruisische leger toe. In april 1815 werd het Legioen formeel ontbonden en ingelijfd in het Pruisische leger.
Ondanks deze officiële opheffing nam het Legioen op 18 juni 1815 nog formeel herkenbaar (in Russische uniformen en met Russische wapens) deel aan de slag bij Waver als 30e en 31e Infanterieregiment en 8e Uhlanenregiment. Paradoxaler genoeg stonden ze hierbij onder het bevel van Johann von Thielmann, die in de slag bij Borodino de aandacht had getrokken van Napoleon, toen vechtend aan de Franse zijde. De twee batterijen rijdende artillerie vochten onder Blücher en Graaf von Ziethen in Waterloo.

## Bron
- Barthold von Quistorp, "Die Kaiserlich Russisch-Deutsche Legion" (Berlijn, 1860). (De auteur diende in 1844 in het 31e Infanterieregiment)